# One of Our Aircraft Is Missing
One of Our Aircraft Is Missing is een Britse oorlogsfilm uit 1942 onder regie van Michael Powell en Emeric Pressburger. In 1946 werd de film in Nederland uitgebracht onder de titel Een onzer vliegtuigen wordt vermist.

## Verhaal
De nazi's halen tijdens de oorlog een Britse bommenwerper neer boven bezet Nederland. De bemanning van het vliegtuig wil terugkeren naar Groot-Brittannië. Ze doen daarvoor een beroep op het Nederlandse verzet.

## Rolverdeling
| Acteur          | Personage                 |
| --------------- | ------------------------- |
| Godfrey Tearle  | George Corbett            |
| Eric Portman    | Tom Earnshaw              |
| Hugh Williams   | Frank Shelley             |
| Bernard Miles   | Geoff Hickman             |
| Hugh Burden     | John Glyn Haggard         |
| Emrys Jones     | Bob Ashley                |
| Pamela Brown    | Els Meertens              |
| Joyce Redman    | Jet van Dieren            |
| Googie Withers  | Jo de Vries               |
| Hay Petrie      | Burgemeester              |
| Selma Vaz Dias  | Vrouw van de burgemeester |
| Arnold Marlé    | Pieter Sluys              |
| Robert Helpmann | De Jong                   |
| Peter Ustinov   | Priester                  |
| Alec Clunes     | Organist                  |